# Hans Joachim Rolfes
Hans Joachim Rolfes (ur. 18 kwietnia 1894 w Port Elizabeth, zm. 12 sierpnia 1935 w okolicach Johannisthal) – as lotnictwa niemieckiego Luftstreitkräfte z 17 potwierdzonymi oraz 2 niepotwierdzonymi zwycięstwami w I wojnie światowej.

## Informacje ogólne
Hans Joachim Rolfes syn niemieckiego konsula w Port Elizabeth w brytyjskiej Afryce Południowej uczył się w Londynie. W 1912 roku powrócił do Niemiec i zaciągnął się do wojska do 14 Pułk Dragonów w Kolmarze. Po wybuchu wojny razem z pułkiem brał udział w walkach na froncie. 31 sierpnia 1915 roku został ciężko ranny. Po wyleczeniu zgłosił się na ochotnika do lotnictwa i po przejściu szkolenia w  Johannisthal został przedzielony do Fliegerersatz Abteilung Nr. 7 w Kolonii, gdzie przeszedł szkolenie na samolotach bojowych Fokker.
5 października 1915 roku został przydzielony do dywizjonu bojowego Kagohl 2. W różnych eskadrach należących do dywizjonu walczył na obu frontach, we Francji i Rosji. 20 lutego 1917 roku został przeniesiony do eskadry myśliwskiej Jagdstaffel 32, w której odniósł swoje pierwsze potwierdzone zwycięstwo 6 lipca nad samolotem Farman.
17 grudnia 1917 roku został skierowany do Fliegerersatz Abteilung Nr. 1 w celu przejęcia dowództwa nad nowo formowaną jednostką myśliwską Jagdstaffel 45. Jednostką dowodził do końca działań wojennych, odnosząc w niej 16 potwierdzonych zwycięstw.
29 września 1918 roku powierzono mu dowództwo nad związkiem taktycznym Jagdgruppe Ost.
12 sierpnia 1935 roku zginął w wypadku lotniczym w okolicach podberlińskiego lotniska Johannisthal.

## Odznaczenia
- Królewski Order Rodu Hohenzollernów
- Krzyż Żelazny I Klasy
- Krzyż Żelazny II Klasy